# Cribralaria curvirostris
Cribralaria curvirostris är en mossdjursart som beskrevs av Silén 1941. Cribralaria curvirostris ingår i släktet Cribralaria och familjen Cribrilinidae. Inga underarter finns listade i Catalogue of Life.